# 고속선
고속선(高速船)은 통상의 선박보다 고속으로 항행할 수 있는 선박이다. 정의는 국가나 기관에 따라 다르다.
고속선의 설계 및 안전은 국제 해사 기구가 채택한 1994년 및 2000년 국제해상인명안전협약 10장 고속선(HSC) 코드에 의해 규제된다.